# Ikkyusan il piccolo bonzo/Ugo il re del judo
Ikkyusan il piccolo bonzo/Ugo il re del judo è un singolo promozionale dei gruppi Le Mele Verdi e I Cavalieri del Re, pubblicato nel 2011.

## Descrizione
Il singolo è il quarto di una serie di ristampe su vinile ad opera dell'associazione culturale TV-Pedia tra il 2009 e il 2011 delle sigle rimaste escluse dalla pubblicazione su 45 giri, su etichetta Siglandia.
Ikkyusan il piccolo bonzo è un brano musicale scritto, composto e arrangiato da Roberto Coccia e Gioacchino Rispoli, come sigla dell'anime omonimo. Fu inciso per la messa in onda del cartone nel 1983 ma non venne mai stampato su disco a causa del progressivo disinteresse delle case discografiche per il mercato delle sigle per bambini. Fu pubblicato per la prima volta solo nel 2003 nella compilation TiVulandia 5. Il brano vede alla voce solista Rony Lucido.
Ugo il re del judo è un brano musicale scritto da Riccardo Zara e interpretato dal gruppo I Cavalieri del Re come sigla dell'anime omonimo. Il demo originale fu proposto come sigla dell'anime Forza Sugar ma venne scartato e riadattato successivamente nel testo per questa serie. Il brano finì per errore su alcune copie del singolo Lo specchio magico come Lato A, rendendo il 45 giri uno dei più ricercati dai collezionisti.